# Dendrobium tortitepalum
Dendrobium tortitepalum är en orkidéart som beskrevs av Johannes Jacobus Smith. Dendrobium tortitepalum ingår i släktet Dendrobium, och familjen orkidéer. Inga underarter finns listade i Catalogue of Life.